# حلول، ادلب
حلول (به عربی: حلول) یک روستا در سوریه است که در ناحیه محمبل واقع شده‌است. حلول ۷۹۴ نفر جمعیت دارد.